# St. Martin (Wangen im Allgäu)

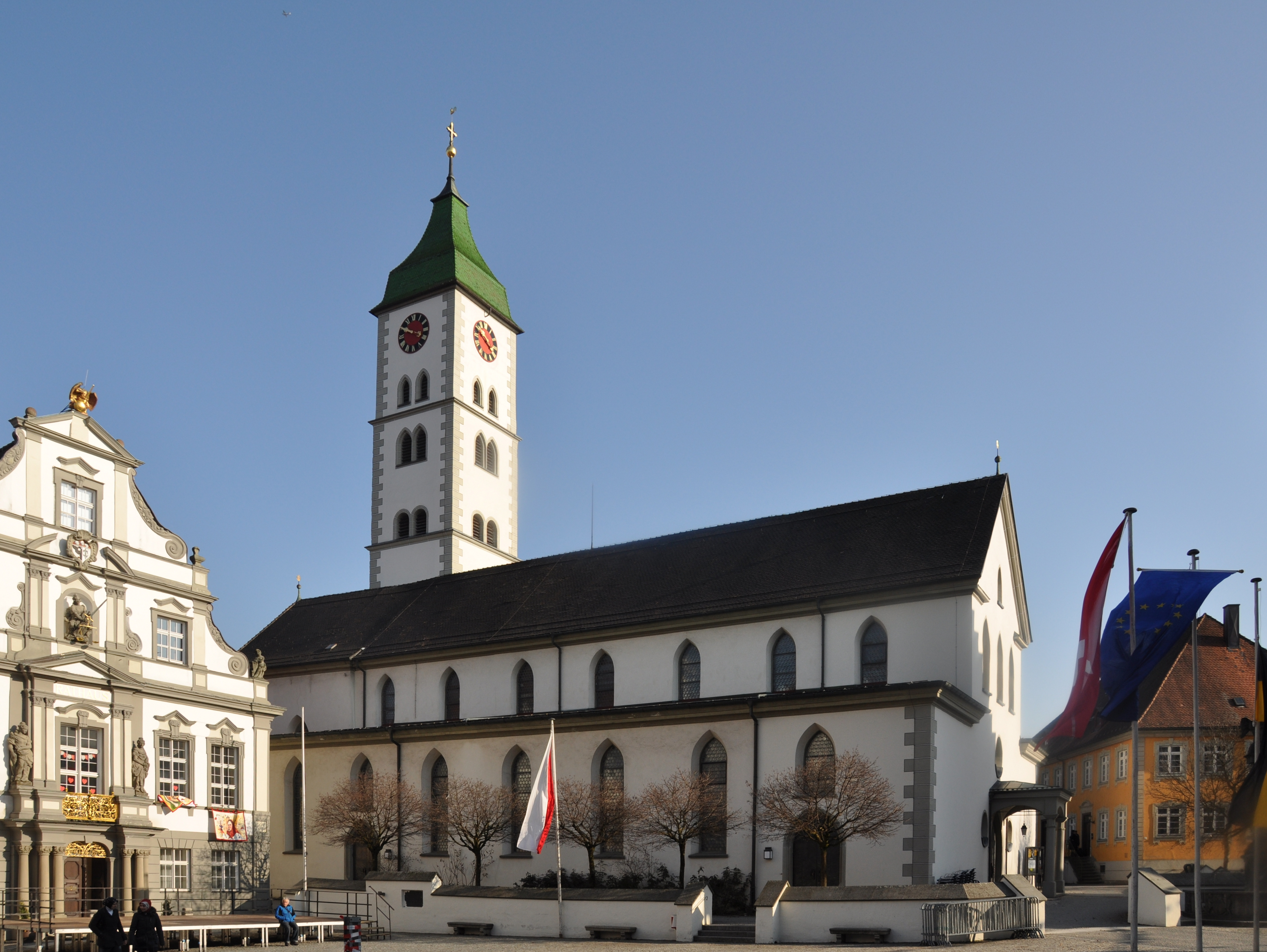
Die Stadtpfarrkirche vom Wangener Marktplatz aus gesehen

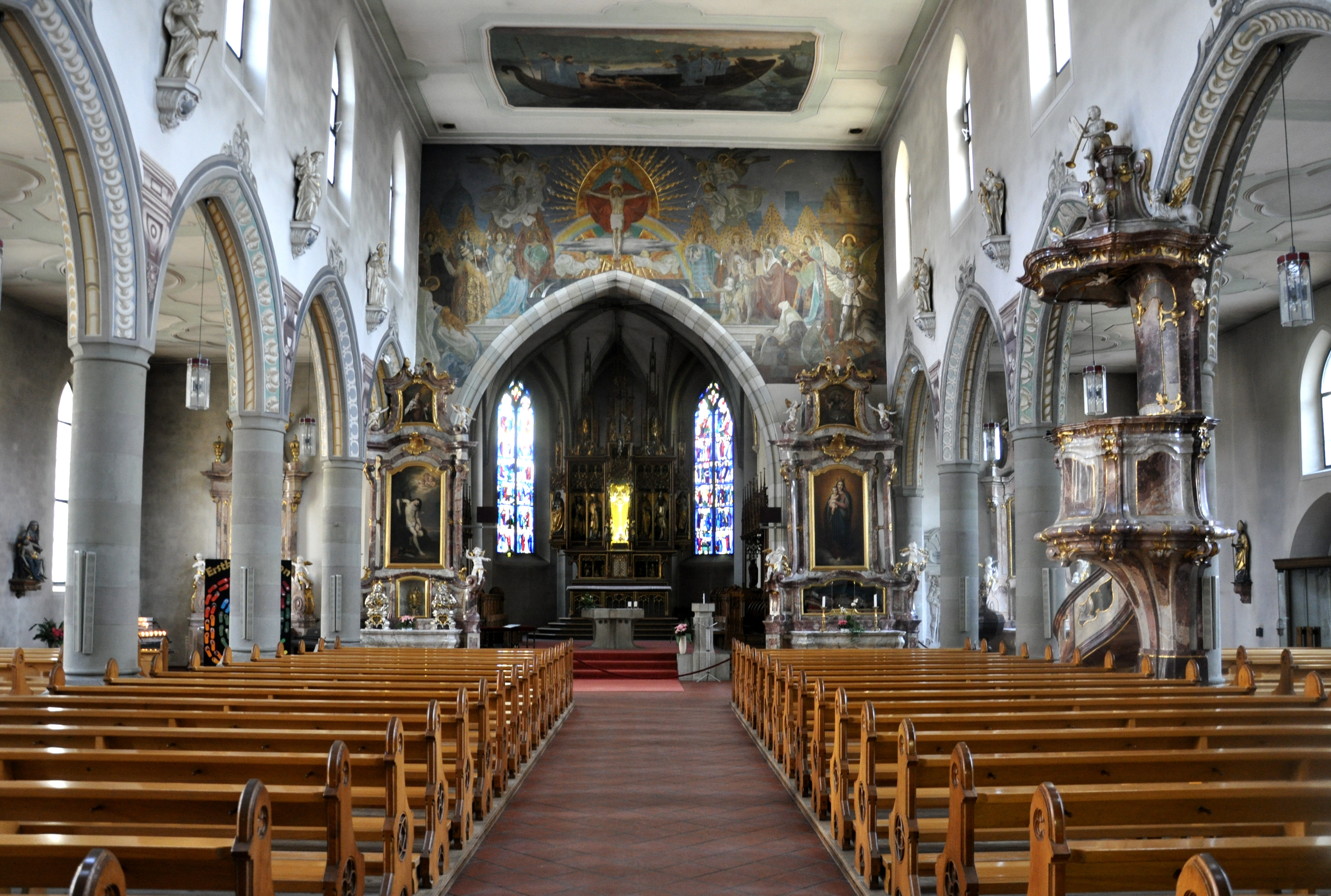
Inneres

Die Stadtpfarrkirche St. Martin, Gallus und Magnus ist ein katholisches Kirchengebäude in Wangen im Allgäu.

## Geschichte
Das Kirchengebäude ist im Laufe der Geschichte „gewachsen“. Wann die erste Kirche an Stelle der heutigen Stadtpfarrkirche entstand, ist nicht genau bekannt, vermutet wird ein Zeitraum zwischen dem achten Jahrhundert und 820. Ein Pfarrer wurde erstmals urkundlich 1182 erwähnt. Der Turm und die östliche Wand des Langhauses stammen aus dem Zeitraum des späten zwölften Jahrhunderts und des frühen dreizehnten Jahrhunderts, der Chor von 1386. Der letzte große Umbau begann bereits Ende des 14. Jahrhunderts und wurde laut Inschrift am Westportal „Anno 1486“ abgeschlossen in ihrer endgültigen Gestalt einer dreischiffigen Säulenbasilika. In diesem Zuge wurde die Kirche gotisiert. Von 1684 bis 1687 wurde die Kirche barockisiert. Nach einem Blitzschlag wurde der Turmhelm 1739 durch eine welsche Haube ersetzt. Im November 1862 wurden neugotische Chorfenster Ludwig Mittermaiers, von Joseph Anton von Gegenbaur und Franz Lott gestiftet, eingebaut. 1898–1901 wurde die Kirche mit einer neugotischen Ausstattung regotisiert.
Den Innenraum prägen die spät-historistischen Wandmalereien von Gebhard Fugel. Weitere Malereien wurden 1952 entfernt, Mittermaiers Chorfenster 1960 ausgebaut und in der Inventarliste des Stadtmuseums aufgenommen, spätestens seit 1974 sind sie verschollen.

## Orgel

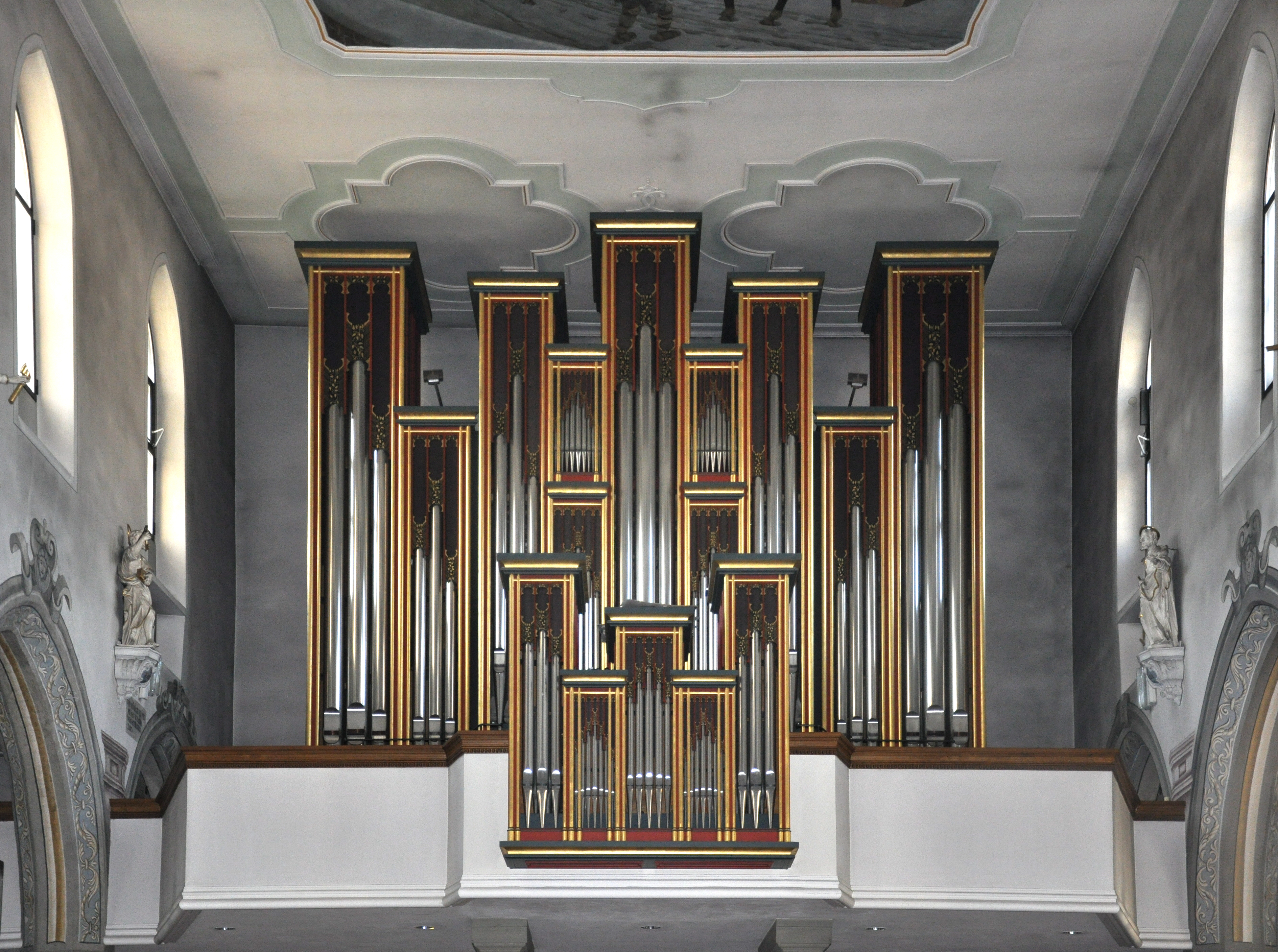
Orgelprospekt mit Rückpositiv

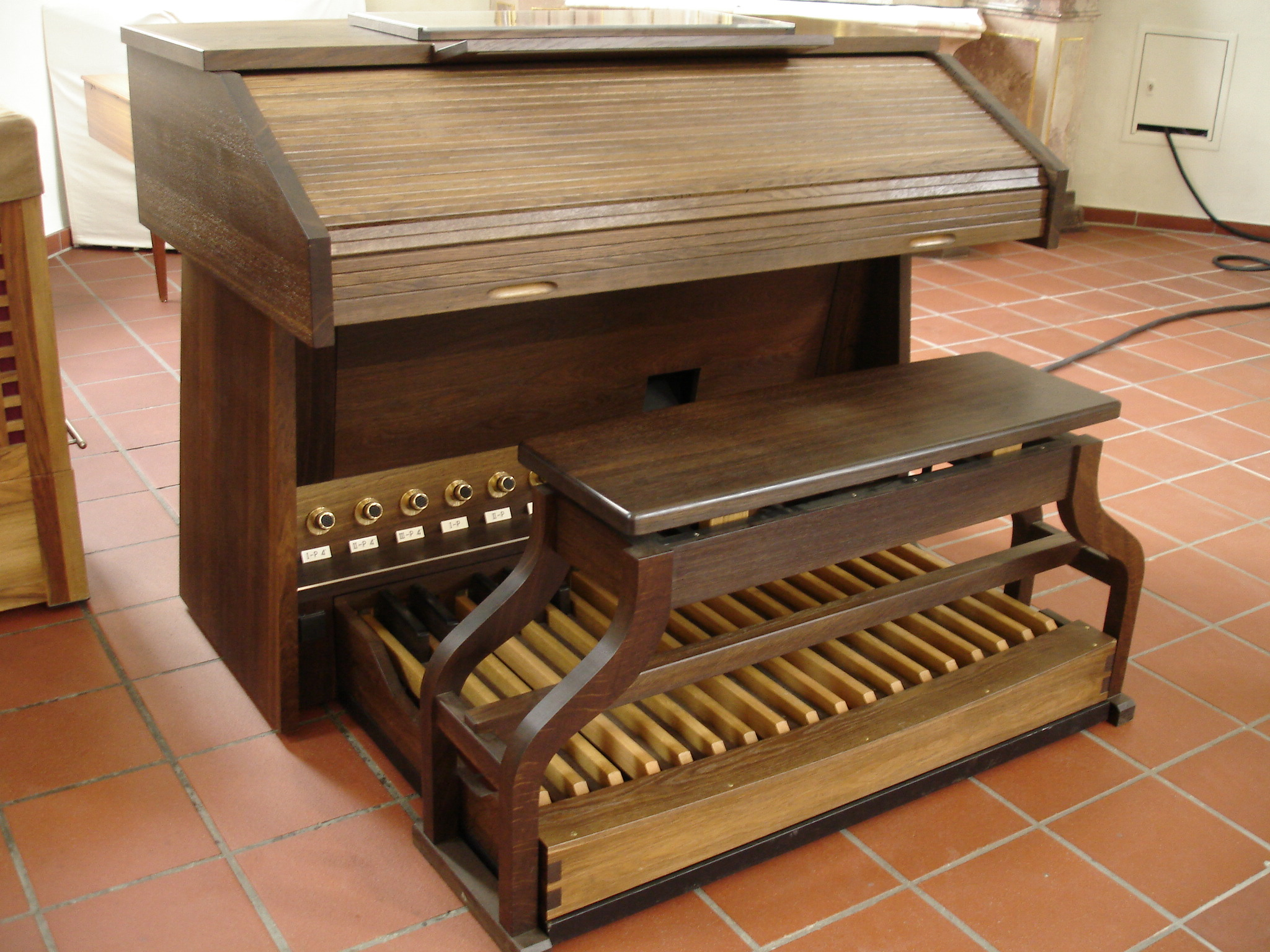
Zweitspieltisch

Die Orgel auf der Westempore wurde 1987 durch die Orgelbaufirma Rieger (Vorarlberg) erbaut. Das Schleifladen-Instrument hat 39 Register (2814 Pfeifen) auf drei Manualwerken und Pedal. Die Spieltrakturen und Koppeln sind mechanisch, die Registertrakturen sind elektrisch. 2021/22 erfolgte nach Abschluss der Kirchenrenovierung eine Ausreinigung und Instandsetzung, wobei Elektromagnete unter den Tonkanzellen angebracht wurden, was die Aufstellung eines fahrbaren Fernspieltisches der Firma Josef Maier (Hergensweiler) im Kirchenschiff ermöglichte.
| I Rückpositiv C–g3 |        |
| Bourdon            | 8′     |
| Praestant          | 4′     |
| Flûte à chem.      | 4′     |
| Doublette          | 2′     |
| Nazard             | 2 ⁄3′  |
| Tierce             | 1 3⁄5′ |
| Larigot            | 1 ⁄3′  |
| Fourniture IV      | 1′     |
| Cromorne           | 8′     |
| Tremblant          |        |

| II Hauptwerk C–g3 |       |
| Bourdon           | 16′   |
| Montre            | 8′    |
| Flute harmonique  | 8′    |
| Flute cônique     | 8′    |
| Praestant         | 4′    |
| Cor de nuit       | 4′    |
| Doublette         | 2′    |
| Mixtur V          | 1 ⁄3′ |
| Cornet V          |       |
| Trompette         | 16′   |
| Trompette         | 8′    |

| III Schwellwerk C–g3 |       |
| Flûte                | 8′    |
| Gambe                | 8′    |
| Voix célèste         | 8′    |
| Octavin              | 4′    |
| Flute octaviante     | 4′    |
| Plein jeu V          | 2 ⁄3′ |
| Doublette            | 2′    |
| Basson               | 16′   |
| Trompette harm.      | 8′    |
| Hautbois             | 8′    |
| Clairon              | 4′    |
| Tremblant            |       |

| Pedal C–f1 |     |
| Soubasse   | 32′ |
| Principal  | 16′ |
| Soubasse   | 16′ |
| Principal  | 8′  |
| Bourdon    | 8′  |
| Octave     | 4′  |
| Bombarde   | 16′ |
| Trompette  | 8′  |

- Koppeln: I/II, III/I, III/II, I/P, II/P, III/P
- Setzeranlage

## Glocken

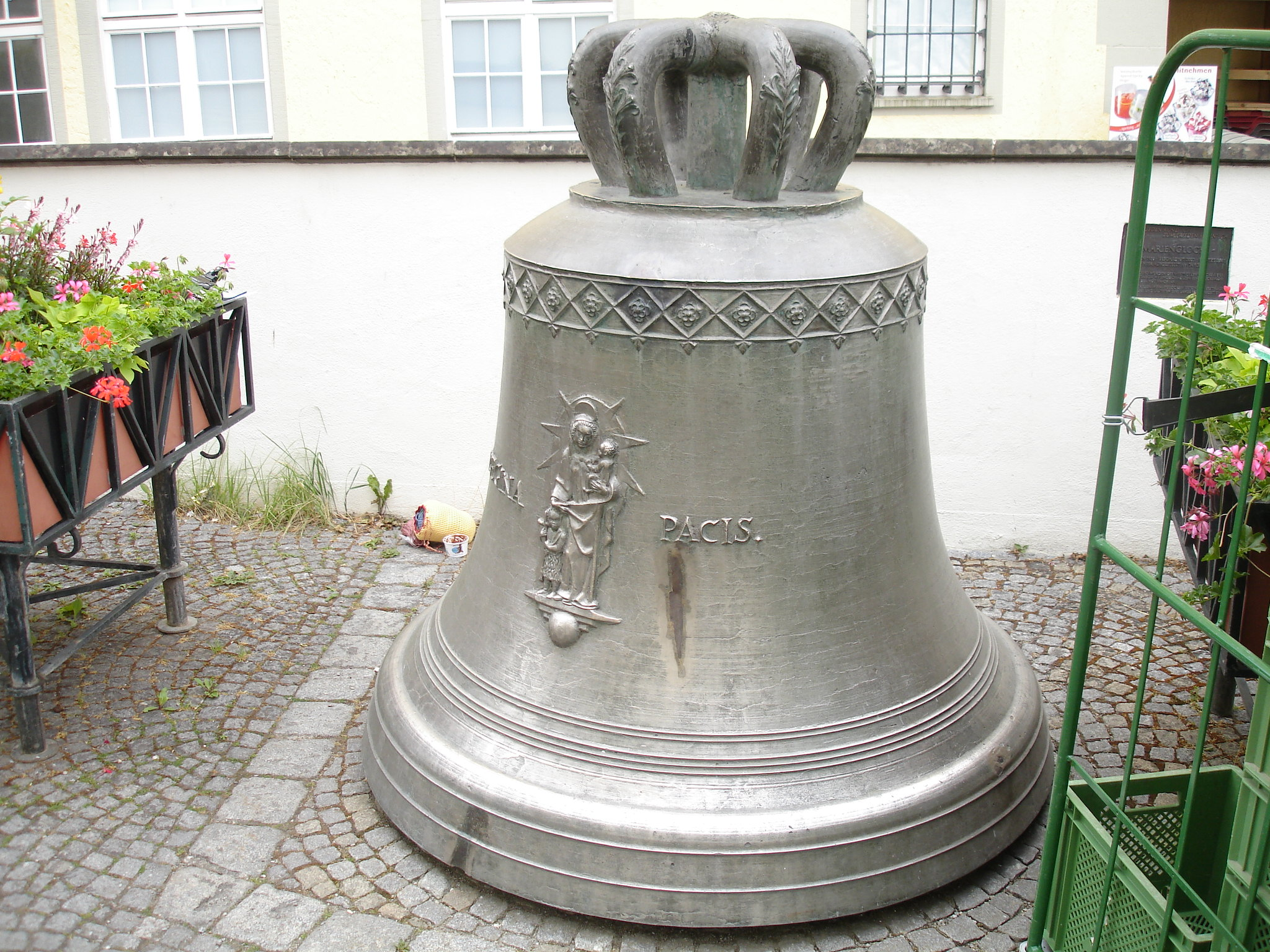
Marienglocke von Johann Hahn von 1950, seit 2005 durch einen Neuguss ersetzt

Sechs Glocken des einst siebenstimmigen Geläuts der Gießerei Wolfart (Lauingen) fielen 1941 der Rüstungsindustrie zum Opfer. Nur eine Glocke von 1930 blieb erhalten und ist nun die kleinste des jetzigen, sechsstimmigen Geläuts. Die anderen fünf Glocken, wie die verbliebene aus Bronze, wurden 1950 in der Gießerei Johann Hahn in einer für diese Firma eher unüblichen schweren Rippe gegossen. Die Glocken hängen im schlanken 52 Meter hohen Turm paarweise in drei Ebenen übereinander, die zwei kleinsten oben, die beiden größten unten.
Die größte ist die Christusglocke. Sie wird nur bei besonderen Gelegenheiten geläutet, wie bei Festgottesdiensten und einmal wöchentlich – außer im Advent und in der Fastenzeit – am Samstag um 18 Uhr, wenn für zehn Minuten mit vollem Geläut aller sechs Glocken der Sonntag eingeläutet wird. Die zweitgrößte Glocke, die Marienglocke, bekam 2002 Risse. Nachdem Reparaturversuche scheiterten, fertigte die Gießerei Bachert im Jahr 2005 einen Ersatz an. Die ausgesonderte Glocke von 1950 steht seit 2006 vor dem Haupteingang der Kirche.
Übersicht
| Glocke | Name           | Gießer                                  | Gussjahr | Durchmesser | Gewicht | Schlagton |
| ------ | -------------- | --------------------------------------- | -------- | ----------- | ------- | --------- |
| 1      | Christusglocke | Glockengießerei Johann Hahn, Landshut   | 1950     | 1875 mm     | 4100 kg | A°        |
| 2      | Marienglocke   | Glockengießerei Bachert, Karlsruhe      | 2005     | 1505 mm     | 2150 kg | cis′      |
| 3      | Peter und Paul | Glockengießerei Johann Hahn, Landshut   | 1950     | 1251 mm     | 1222 kg | e′        |
| 4      | Martinus       | Glockengießerei Johann Hahn, Landshut   | 1950     | 1100 mm     | 0870 kg | fis′      |
| 5      | Magnus         | Glockengießerei Johann Hahn, Landshut   | 1950     | 1005 mm     | 0620 kg | gis′      |
| 6      | Ulrich         | Glockengießerei Georg Wolfart, Lauingen | 1930     | 0910 mm     | 0350 kg | h′        |